# Cratere Piña
Piña  è un cratere sulla superficie di Marte.